# Зімбабвійська Метрополія
Зимбабвійська та Ангольська митрополія (грец. Ιερά Μητρόπολη Ζιμπάμπουε και Αγκόλας) — єпархія Александрійської православної церкви в Анголі з кафедрою в місті Харарі, Зімбабве.